# Вінріх фон Кніпроде
Вінріх фон Кніпроде (нім. Winrich von Kniprode) — 22-й великий магістр Тевтонського ордена з 1351 по 1382 рік.

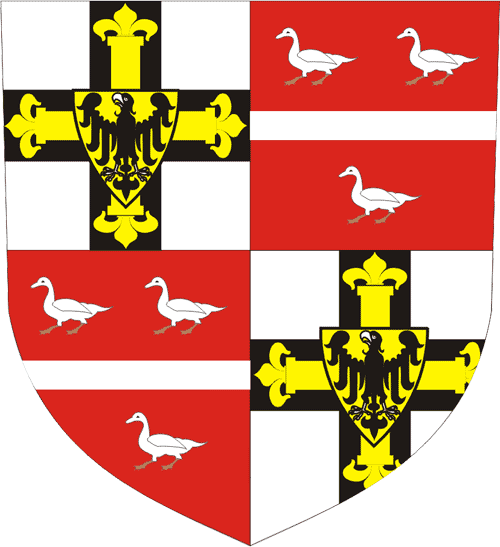
Герб великого магістра Вінріха фон Кніпроде

Народився близько 1310 року в районі Монгайма-на-Рейні. Як член ордену згадується з 1334 року.
Комтур Гданська у 1338—1341 роках. З 1342 року комтур Балги та фогт Натангії.
З 1344 року — маршал ордену, з 1346 року — Великий комтур ордену.
У 1348 році командував військами ордену у переможній для нього битві на Стреві з литвинами.
У 1351 обраний Великим магістром ордену.
Підтримував мир з Польщею, воював проти Великим князівством Литовським та протидіяв активності Данії у східній частині Балтійського моря.
Добре організований напад на Жемайтію зустрів рішучий опір. У 1355 році пішов на союз з керівниками ВКЛ та допоміг їм у боротьбі проти Польщі за Галицьку Русь. Проте вже у 1356 році Великий князь Литовський Ольгерд почав зближення з Польщею, у 1358 році погодився на хрещення Литви від Священної Римської імперії, при цьому однією з умов було виселення Тевтонського ордену з Прибалтики та поділ його території. Однак ці плани не здійснились. У 1360 році почалась чергова хвиля нападів хрестоносців на ВКЛ, яка трвала до смерті Вінріха фон Кніпроде. У цих нападах брала участь велика кількість європейських лицарів. Під час цієї боротьби Ковно на деякий час потрапило під владу ордену, а князь Кейстут був узятий в полон.
У 1370 році здобув перемогу над ВКЛ у битві під Рудау.
Орден підтримував Ганзу у війні проти данського короля Вальдемара IV, у якій король який зазнав поразки. Війна закінчилась підписанням Штральзундського миру, за яким Ганза досягла піку своєї могутності.
Вінріх фон Кніпроде приділяв велику увагу колонізації малозаселених районів Пруссії. Під час його правління орденська держава найбільшу територію, успішно розвивалось господарство, торгівля (особливо збіжжям, яке платили як данину підкорені орденом балтійські народи).
Життя лицарів дедалі більше набувало світського вигляду. Вінріх фон Кніпроде вживав заходів для укріплення дисципліни та боротьби з корупцією, підтримував освіту. Час від часу проводились військові навчання.
Помер 24 червня 1382 року у своїй резиденції — замку Марієнбург, де і був похований.